# Les Planes d’Hostoles
Les Planes d’Hostoles ist eine Gemeinde im östlichen Pyrenäenvorland in der Comarca Garrotxa der katalanischen Provinz Girona, Spanien mit 1.746 Einwohnern (Stand: 2024). Zur Gemeinde gehören neben dem Hauptort Les Planes d'Hostoles, die Dörfer Cogolls und Les Encies, die Weiler Sant Pere Sacosta, Pocafarina und Treiter, die Wohnkolonien Dusol, Paulí, Jonquer, Farga sowie die alten Burgruinen Hostoles und Puig-Alder.

## Geografie

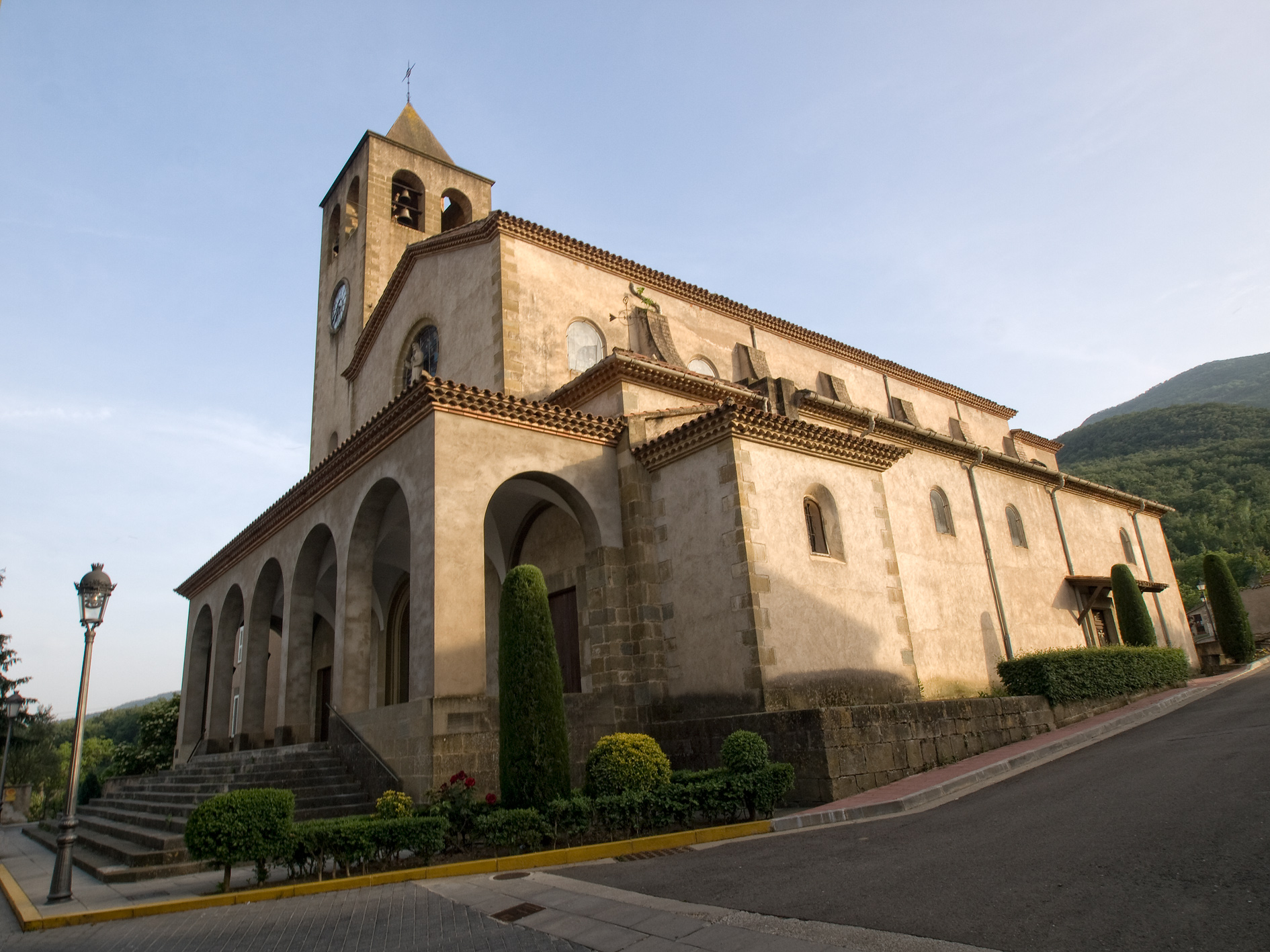
Die Christophorus-Kirche von Les Planes d’Hostoles

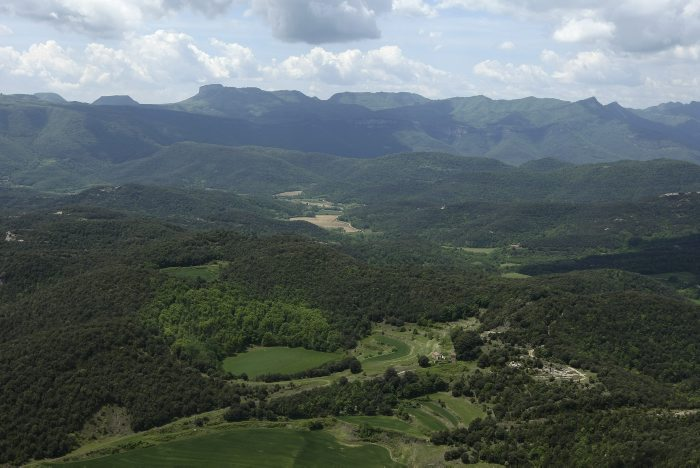
Blick auf den Vulkankrater Traiter im Nordosten des Gemeindegebietes

Die Gemeinde liegt in den Tälern des Brugent und des Cogolls. Sie wird im Südwesten durch die über 1000 Meter hohen Berge Far (1150 m) und Salut (1020 m) von der Hochebene von Cabrerès abgegrenzt. Im Nordosten ist das Gemeindegebiet durch die Sierra de les Medes (884 m) von dem Llémena-Tal abgegrenzt. In dieser Bergkette befinden sich die nicht mehr aktiven Vulkane Puig Rodó und Treiter. Der Puig Rodó wird von dem Fluss Brugent umlaufen. Dieser nördliche Gemeindeteil gehört zum Naturschutzpark Vulkane der Garrotxa. Mit Ausnahme der Talsohlen des Brugent und des Cogolls ist das Gebiet gebirgig und zu einem guten Teil mit Steineichen-, Eichen- und Buchenwäldern bedeckt.
Durch das Hostoles-Tal führt die Landstraße von Olot nach La Selva. Von dieser Straße abzweigend führt eine weitere Straßenverbindung in Richtung Les Encies, die das Llémena-Tal durchquert und schließlich in Sant Gregori und Girona ihr Ziel erreicht.

## Geschichte
Im Mittelalter gehörten die Pfarreien, auf deren Basis sich die heutige Gemeinde entwickelte, zum Gebiet der alten Burg von Hostoles, die 1021 ersterwähnt wurde und ursprünglich den Grafen von Besalú gehörte. Die Montcadas waren zu Beginn des 12. Jahrhunderts Burgherren, später ging die Burg an die Herren Cartellà und Serrallonga de Cabrenys aus Hostoles über.
1357 wurden die sieben Pfarreien des Hostoles-Tals von Peter IV. von Aragon zur Finanzierung des Krieges gegen Kastilien an Guillem Galceran de Rocabertí verkauft. 1416 wurden die Bewohner des Hostoles-Tals vorübergehend von der herrschaftlichen Gerichtsbarkeit befreit, da die Burg von Hostoles in der Zeit von 1445 bis 1565 Dalmau de Rocabertí gehörte. In dem katalanischen Bürgerkrieg (1462–1472) zwischen den Corts, dem katalanischen Ständeparlament und Joan II. von Aragon trat Dalmau de Rocabertí der Partei der Joanisten bei. Er geriet jedoch in Gefangenschaft und blieb 1469 in Barcelona inhaftiert. Die Burg wurde durch die sozialrevolutionären „Remencen“ (Leibeigene, Schollenknechte) in Besitz genommen, die für die soziale Befreiung der Bauern aus der Leibeigenschaft kämpften. Ihr Anführer Francesc de Verntallat kommandierte diesen Bauernaufstand aus der Burg von Hostoles heraus. 1471 erklärte König Joan II. die Burg und die Stadt Hostoles ohne reale Auswirkungen als der Krone einverleibt. Kurz nach Kriegsende, im Jahr 1474, übertrug der Herrscher jedoch die Burg und das Tal von Hostoles dem Remença-Anführer Francesc de Verntallat und verlieh ihm den Titel eines „Vicomte“ (neukatalanisch „Vescomte“, katalan. Adelstitel zwischen Graf und Baron) von Hostoles. Dies kam einer Anerkennung eines echten Remença-Staates gleich, der frei von jeglicher Einmischung der königlichen oder herrschaftlichen Polizei war. 1485 eroberten die Überreste des radikalen Flügels der „Remencen“-Bewegung die Burg von Hostoles und blieben dort bis zum 11. Juli 1486, bis sie wieder in die Hände des Königs überging.
Von der Mitte des 16. bis zum 18. Jahrhundert gehörte die Burgherrschaft den Sarrieras, den Baronen und späteren Grafen von Solterra (nach dem Schloss Solterra in der Comarca La Selva). 1698 wurde das Tal von Hostoles eine königliche Vogtei, die die Orte und Pfarreien Sant Feliu de Pallerols, Sant Iscle de Colltort, Sant Miquel de Pineda, Sant Cristòfol de Cogolls, Santa Maria de les Encies, Sant Cristòfol de les Planes und  Sant Pere Sacosta umfasste.
1787 wurde Les Planes d’Hostoles in die Nachbargemeinde Feliu de Pallerols eingemeindet. 1872 wurde diese Eingemeindung rückgängig gemacht. Hiermit entstand die heutige Gemeinde Les Planes d’Hostoles.

## Wirtschaft

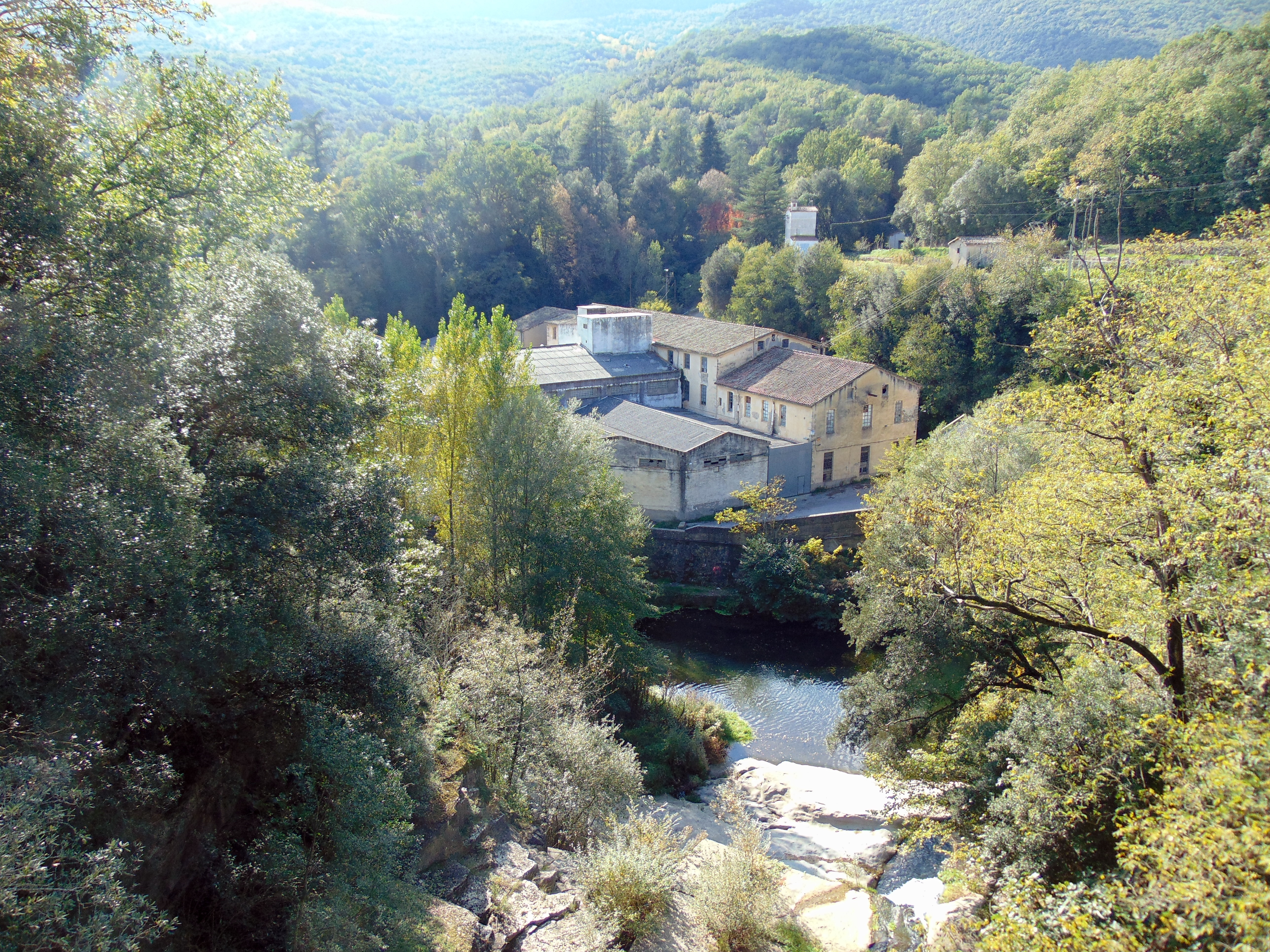
Die alte Textilarbeiterkolonie Dusol

Die ersten Aussagen zur Besiedlung stammen aus der Zeit um 1380, nach denen es in den Pfarreien des Hostoles-Tals (Sant Cristòfol de les Planes, Sant Cristòfol de Cogolls, Santa Maria de les Encies, Sant Pere Sacosta u. a.) insgesamt 118 Feuerstellen, sprich Haushalte gab. Ende des 18. Jahrhunderts wurde in einer Volkszählung die Bewohnerzahl mit 403 angegeben. Von 1860 bis 1900 sank die Einwohnerzahl von fast 2000 auf ungefähr 1650 Bewohner, die vorwiegend in dem Hauptort Planes d’Hostoles wohnten. Ab den 1970er Jahren wurde wieder ein leichter demografischer Rückgang auf 1745 Bewohner 1998 verzeichnet, der sich dann bis 2005 und bis auf heute (2021) auf diesem Niveau stabilisierte.
Die Landwirtschaft in den beiden Flusstälern besteht hauptsächlich in Getreide- und Futteranbau. Von besonderer Bedeutung ist die Viehzucht, insbesondere die Schweine-, Schaf- und Rinderhaltung sowie die Geflügelzucht. Die Industrialisierung der Gemeinde begann mit der Gründung von Textilunternehmen wie der 1886 gegründeten Firma Dusol, die nach wie vor noch produziert. Die Krise im Textilsektor zwang jedoch viele andere Unternehmen (z. B. die Firma Majem) zu schließen. Durch die Schließung der letztgenannten Firma gingen beispielsweise 300 Arbeitsplätze verloren. Es gibt auch Industrien im Lebensmittelbereich wie die 1963 gegründete Firma Pirene, die Wurstwaren herstellt, und Industrien im Bereich der Metall- und Holzverarbeitung wie die Firma Isidro Arnau, die sich seit 1985 mit der Herstellung von Holzgriffen für Werkzeuge beschäftigt.

## Der Hauptort Les Planes d’Hostoles

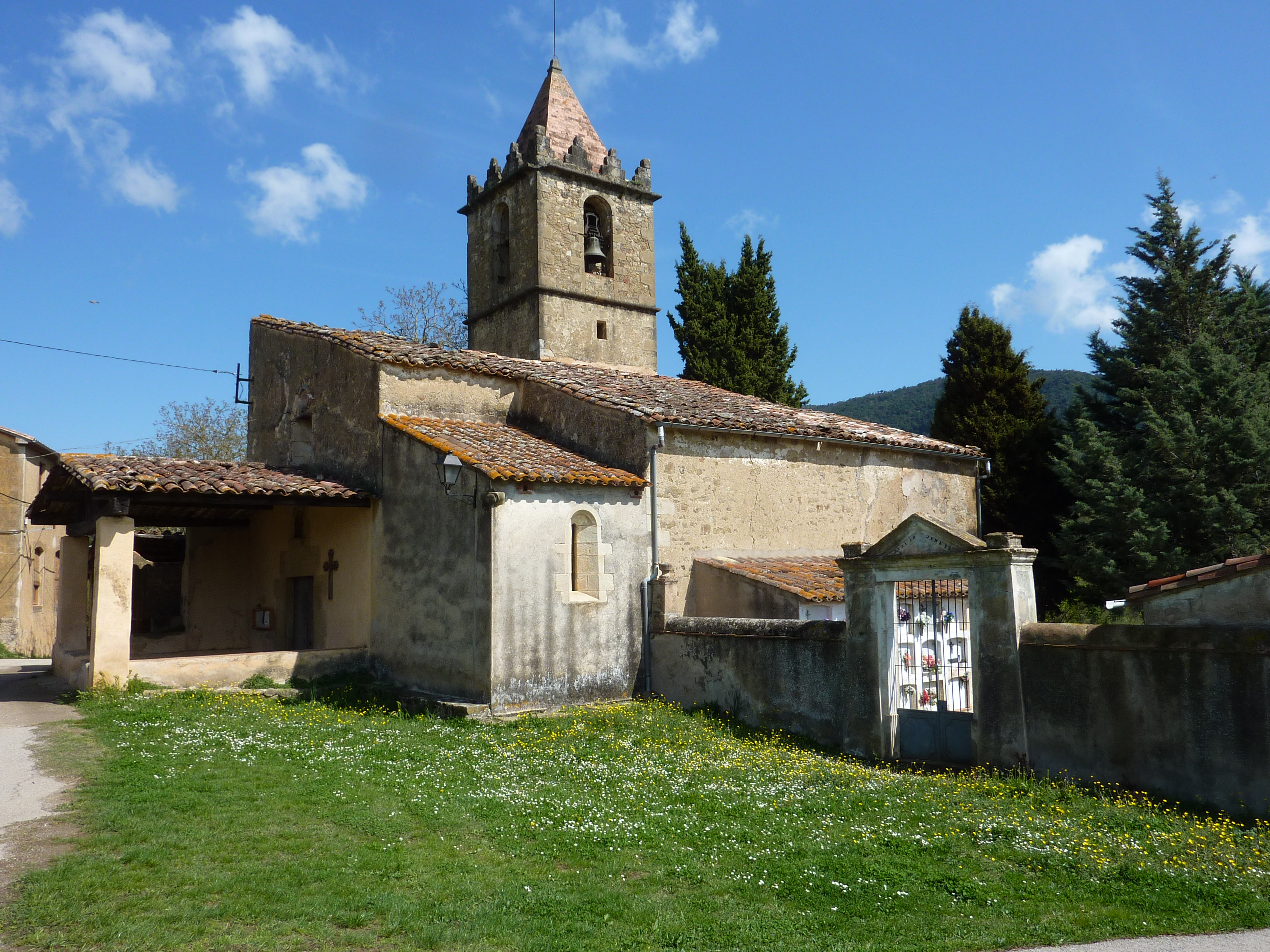
Die Christophorus-Kirche von Cogolls

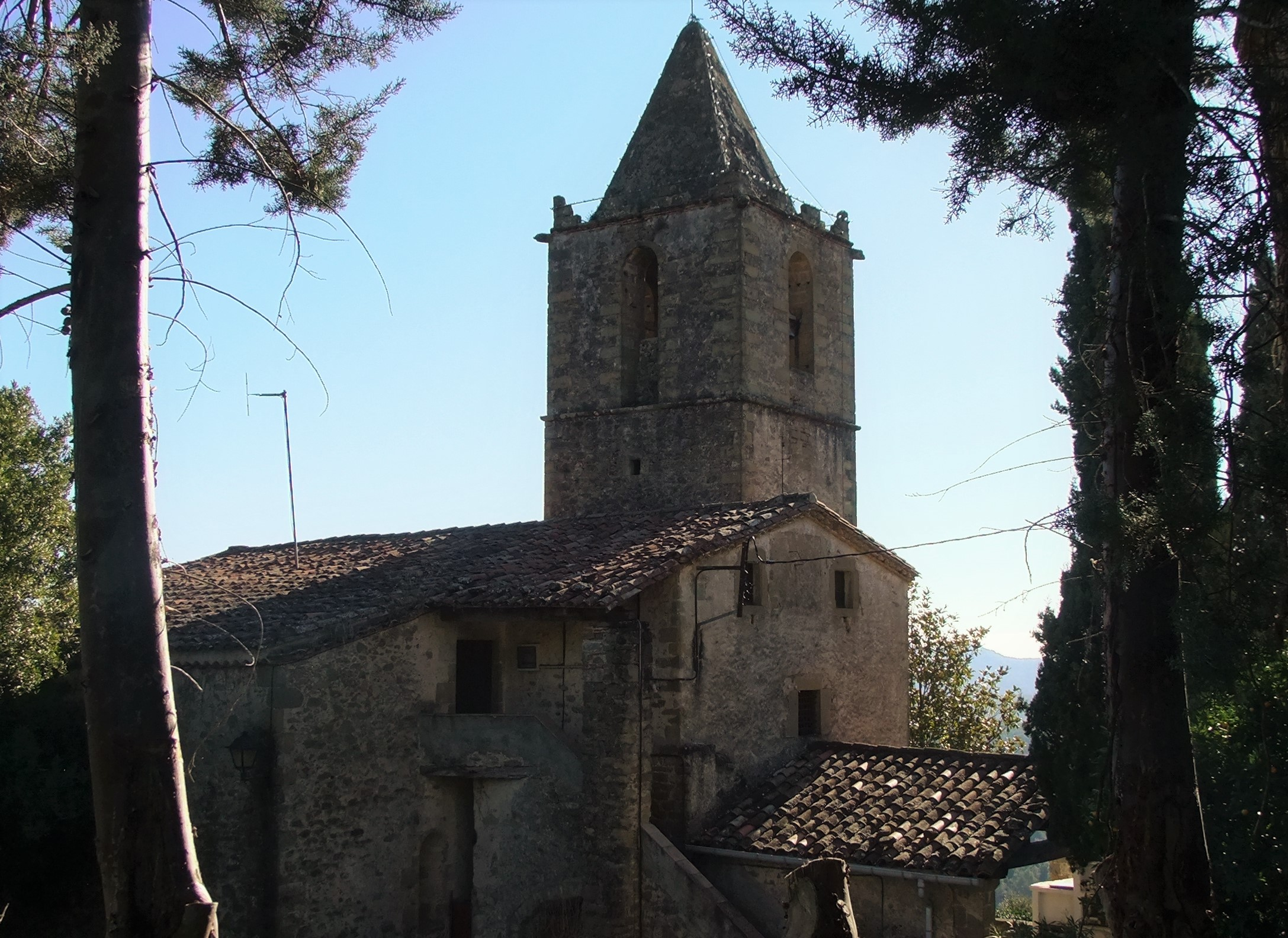
Die Pfarrkirche Santa Maria de les Encies romanischen Ursprungs

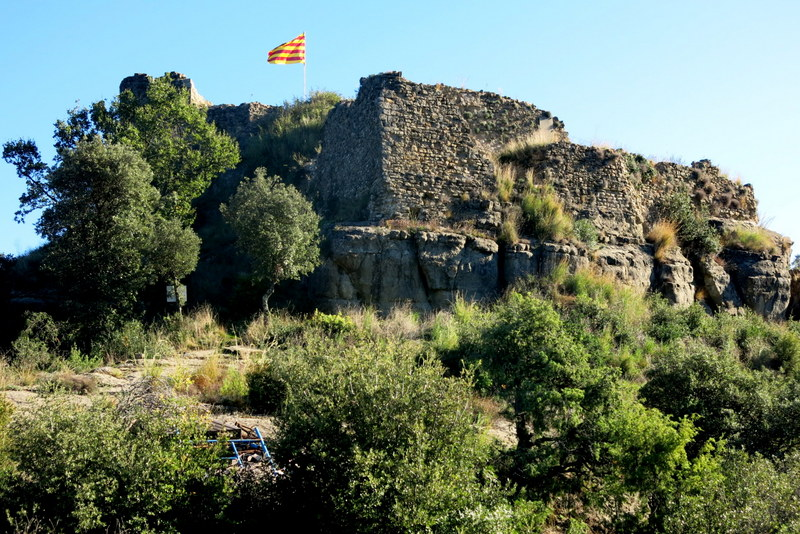
Die Burgruine von Hostoles

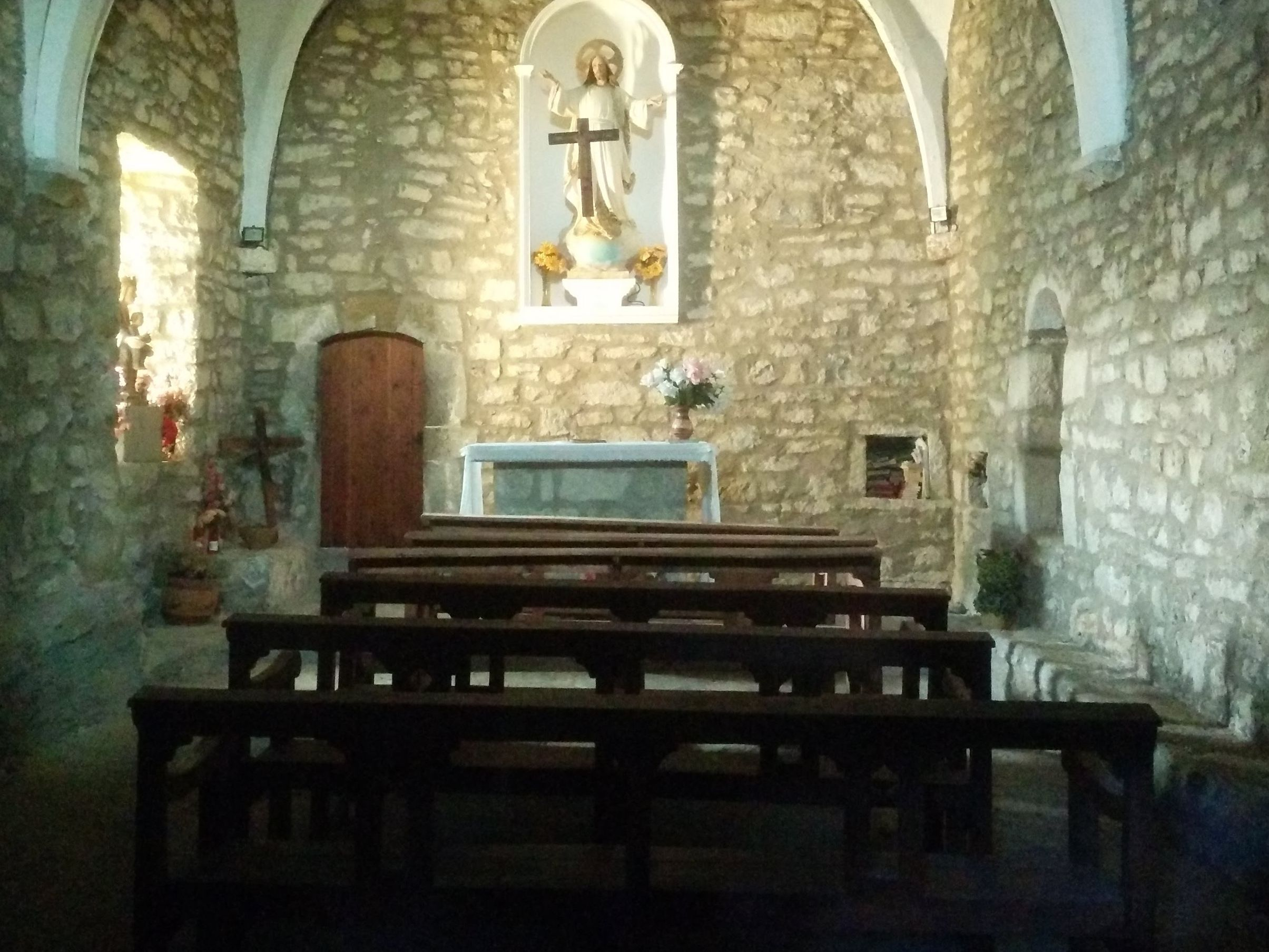
Die Eremtienkapelle Sant Salvador von Puig-Alder (Innenansicht)

Der Hauptort Les Planes d’Hostoles (370 m über dem Meeresspiegel) liegt am rechten Ufer des Flusses Brugent, stromabwärts der alten Burg von Hostoles. Die Pfarrkirche Sant Cristòfol ist seit dem 12. Jahrhundert urkundlich erwähnt. Diese Kirche wurde während des Spanischen Bürgerkrieges von 1936 bis 1939 zerstört und 1946 wieder aufgebaut und gesegnet. Ihr Glockenturm in Form einer Pyramide dominiert baulich den gesamten Ort. Die moderne Siedlung erstreckt sich entlang der Ebene, nahe an der Straße nach Olot. Stromabwärts des Dorfes liegt die Urbanisation El Jonquer und die alten Textilarbeiterkolonien Majem und Dusol.
Das wichtigste Fest ist das Dorffest zu Sant Jaume im Juli eines jeden Jahres. Zu diesem Fest werden die für die Gegend typischen traditionellen Riesen- und Großkopffiguren tanzend durch die Straßen getragen. Die traditionellen, von dem Künstler Josep Clarà geschaffenen Riesen wurden im Bürgerkrieg verbrannt und 1962 rekonstruiert. Im September findet jährlich das Fest Santa Espina mit einer Parade von Festwagen statt. 1993 wurde auch die Karfreitagsprozession von Planes d’Hostoles wieder eingeführt, eine Tradition, die bis auf das Jahr 1900 zurückgeht.

## Andere Ortsteile

### Der Weiler Cogolls
Der Weiler Cogolls (49 Einwohner 2005) liegt im nördlichen Bereich der Gemeinde im Cogolls-Tal. Die Pfarrei Cogolls ist dem Heiligen Christophorus geweiht. Das Kirchengebäude romanischen Ursprungs wurde im Laufe der Jahrhunderte umfänglich umgebaut. Es besteht aus einem zentralen Schiff und zwei angebauten Kapellen, die ein Querschiff bilden. Die halbkreisförmige Apsis ist baufällig. Das Eingangsportal von 1753 hat einen Vorbau. Der Glockenturm stammt aus jüngerer Zeit. Der Ort wird 1090 erstmals erwähnt, als Ponç dem Kloster Santa Maria d’Amer ein Erbe in der Pfarrei Sant Cristòfol de Cogolls vermachte.

### Der Weiler Les Encies
Der Weiler Les Encies (54 Einwohner im Jahr 2005) liegt am Südhang der Sierra de les Medes, wo der Bach Encies entspringt und in den Fluss Brugent mündet. Die Pfarrkirche Santa Maria wird bereits 1155 erwähnt. Sie besteht aus einem ursprünglich romanischem Bau. Bis 1936 wurde hier eine polychrome Holzschnitzerei der Muttergottes von Les Encies verwahrt, die dem Bürgerkrieg zum Opfer fiel. In  der Nähe dieses Weilers wurden römische Münzen und Töpferwaren sowie römische Bestattungsreste gefunden.

### Die Schlösser von Hostoles und Puig-Alder
Die Ruinen der Burg von Hostoles befinden sich auf einer Höhe von 599 m, links des Flusses Brugent, flussabwärts von Sant Feliu de Pallerols, direkt an der Gemeindegrenze zwischen Sant Feliu de Pallerols und Les Planes d’Hostoles. Reste der die Felsenburg umgebenden Mauer sind ebenso erhalten wie Reste des runden Hauptturms, die  Mauern einiger Nebengebäude sowie eine prächtige Zisterne mit Spitzgewölbe. Urkunden aus dem Jahr 1319 zufolge war die Schlosskapelle dem Heiligen Guerau geweiht.
Die Burg Puig-Alder lag auf einem Gipfel am Rand des Cogolls-Bach, wo heute noch die Kapelle San Salvador steht. Beide Burgen dienten der Verteidigung der Westgrenze der Grafschaft Besalú. Die Burg von Puig-Alder wird 1021 im Testament von Bernat Tallaferro erwähnt. Beide Burgen unterlagen gleichen historischen Bedingtheiten. Sie wurden beide im 15. Jahrhundert an den Adligen Francesc de Verntallat abgetreten. Beide Burgen verloren ab diesem Zeitpunkt ihre strategische Bedeutung, da sie kaum noch in historischen Dokumenten auftauchten.

### Weitere Weiler
Zu Les Planes d'Hostoles gehören noch die Weiler Sant Pere Sacosta (2005 27 Einwohner) südlich des Hauptortes, das Viertel Pocofarina (2005 98 Einwohner) östlich des Hauptortes und die Bauernsiedlung Treiter im Norden der Gemeinde nahe an dem gleichnamigen alten Vulkan (749 m) gelegen.